# Кенни, Холли
Холли Кенни (англ. Holly Kenny; 23 января 1995, Лидс, Йоркшир, Англия) — британская актриса, наиболее известная своей ролью Келли Самбуки в драме BBC 1 «Ватерлоо-роуд». Она исполняла эту роль с 2009 по 2011 годы вплоть до смерти своего персонажа.

## Карьера
Кенни впервые появилась в сериале «Ватерлоо-роуд» после первого эпизода четвёртой серии, трансляция которой состоялась в среду, 7 января 2009 года. Премьера последнего эпизода сериала с её участием состоялась 8 июня 2011 года. По его сюжету героиня Кенни умирает после длительной опухоли головного мозга.
Также снялась в роли Кимберли Крэбтри в британском комедийном телефильме «Чудовищная ночь».

## Фильмография
| Год       |   | Русское название                    | Оригинальное название | Роль                                  |
| --------- | - | ----------------------------------- | --------------------- | ------------------------------------- |
| 2006      | ф | Чудовищная ночь                     | Mischief Night        | Кимберли Крэбтри / Kimberley Crabtree |
| 2008      | ф | Белая девушка                       | White Girl            | Лия / Leah                            |
| 2009      | с | Врачи, 11-й сезон                   | Doctors               | Белли Муди / Bella Moody              |
| 2009—2011 | с | Ватерлоо-роуд, с 4-го по 7-й сезоны | Waterloo Road         | Келли Самбука / Kelly Sambuca         |
| 2012      | с | Бесстыдники 10-й сезон              | Shameless             | Элис / Alice                          |
| 2014      | с | В клубе, 10-й сезон                 | In the Club           | Бритни / Britney                      |
| 2014      | с | Фабрика, 2-й сезон                  | The Mill              | Пейшенс / Patience                    |